# Kiichirō Hiranuma
Kiichirō Hiranuma (28 de Setembro de 1867 — 22 de Agosto de 1952) foi um político do Japão. Ocupou o lugar de primeiro-ministro do Japão de 4 de janeiro de 1939 a 29 de agosto de 1939.